# Юго-Запад (муниципальный округ)

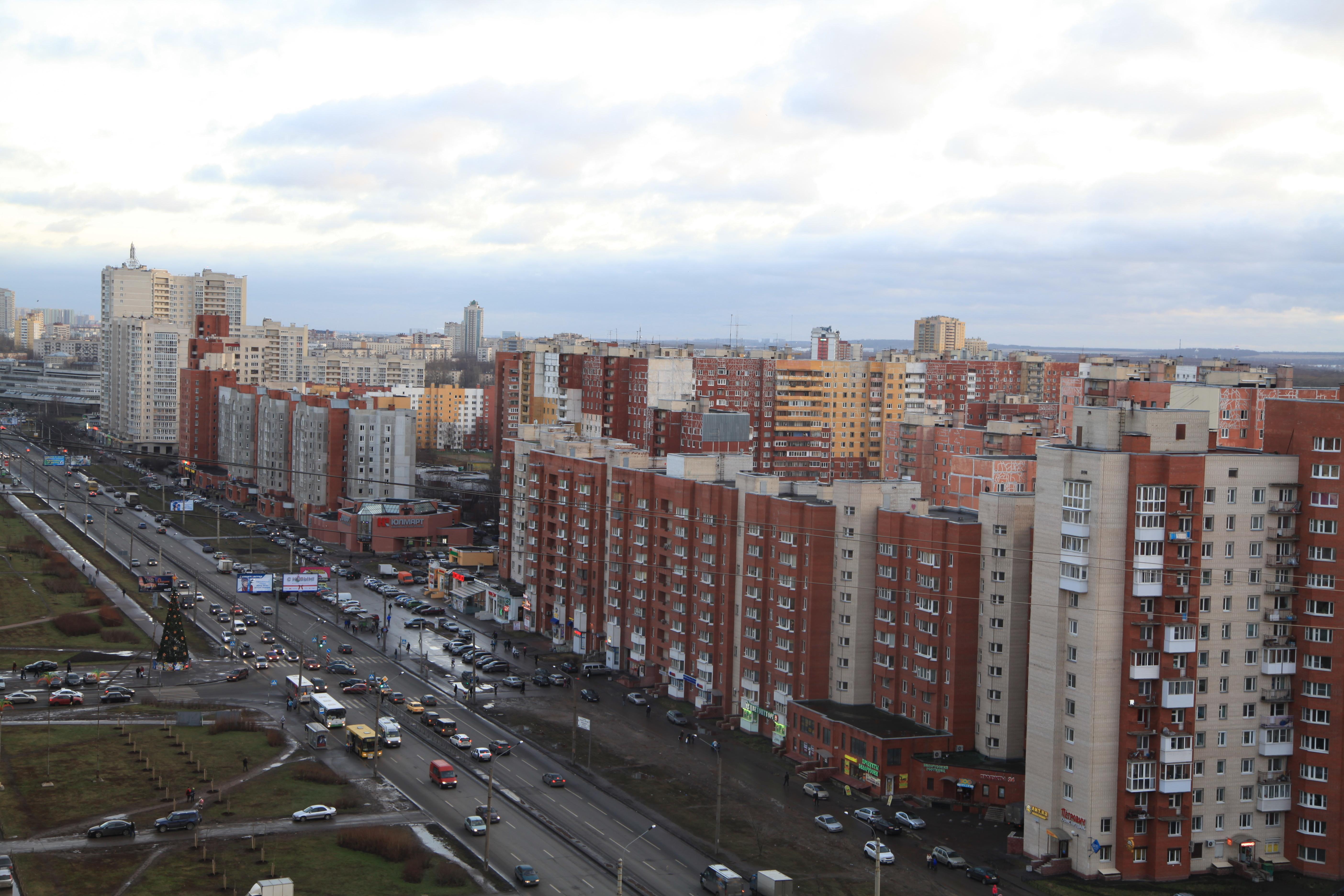
Юго-Запад

Ю́го-За́пад — муниципальный округ (внутригородское муниципальное образование) в составе Красносельского района Санкт-Петербурга. Бывший 37-й муниципа́льный о́круг.

## Границы округа
- Петергофское шоссе: дома 1—7 (все корпуса).
- Улица Десантников: все чётные дома.
- Улица Котина: все дома.
- Улица Маршала Казакова: дома 22—40.
- Улица Маршала Захарова: чётные дома 46—62 (все корпуса), нечётные дома 25—37 (все корпуса).
- Проспект Маршала Жукова: нечётные дома 21—47, 51.
- Ленинский проспект: чётные дома 88—100, нечётные дома 87—97 (все корпуса).
- Нежилая зона: между улицей Маршала Казакова и рекой Красненькой (от проспекта Маршала Жукова до улицы Десантников).

## Население
| 2002    | 2010    | 2012    | 2013    | 2014    | 2015    | 2016    |
| ------- | ------- | ------- | ------- | ------- | ------- | ------- |
| 64 261  | ↗66 746 | ↗68 166 | ↗69 177 | ↗69 938 | ↗70 874 | ↘68 783 |
| 2017    | 2018    | 2019    | 2020    | 2021    | 2023    |         |
| ↘67 908 | ↗68 393 | ↗68 879 | ↘68 503 | ↘61 022 | ↘59 379 |         |

## Органы власти
Глава муниципального образования: Семенов Олег Александрович
Глава местной администрации: Шеромов Валерий Викторович

## СМИ
Выходит газета «Муниципальный вестник Юго-Запад».